# Fraser Mullen
Fraser Mullen (Glasgow, 8 november 1993) is een Schots voetballer die als verdediger speelt. Hij voetbalt sinds 2013 voor de Schotse eersteklasser Hibernian FC. Voorheen speelde hij voor de grote rivaal Heart of Midlothian FC.
Mullen debuteerde op 7 januari 2012 voor Hearts FC in de thuiswedstrijd voor de Scottish Cup tegen Auchinleck Talbot FC. De wedstrijd werd met 1-0 gewonnen.